# کارا هولتگرین
کارا اس. هولتگرین (انگلیسی: Kara S. Hultgreen)، (۵ اکتبر ۱۹۶۵ – ۲۵ اکتبر ۱۹۹۴) ستوان خلبان اف-۱۴ تام‌کت نیروی دریایی ایالات متحده و اولین خلبان جنگنده زن تاریخ، مستقر در یک ناو هواپیمابر در این نیرو بود. وی همچنین اولین خلبان زن جنگنده در ارتش ایالات متحده بود که در یک سانحه جان خود را از دست داد.

## پیشینه نظامی
وی فارغ‌التحصیل دانشکده خلبانی پایگاه هوایی پنسکوولا بود. از ۱۹۸۸ تا ۱۹۹۳ وی به ترتیب در پایگاه هوایی کرپس چریستی و پایگاه هوایی کی وست با جنگنده‌های داگلاس ای-۴ اسکای‌هاوک و نورث امریکن تی-۲ بوکای و سر آخر در پایگاه نیروی هوایی، دریایی میرامار با نورثروپ گرومن ئی‌ای-۶بی پراولر پرواز کرده بود.
هولتگرین از سال ۱۹۹۱ در سطح زمینی و باند معمول سابقه پرواز با گرومن اف-۱۴ تام‌کت را داشت. او در آوریل ۱۹۹۴ گواهینامه معتبر خلبان مستقر در ناو هواپیمابر را بدست آورد. اولین محل خدمت او در این مرحله، ناو هواپیمابر یواس‌اس آبراهام لینکلن (سی‌وی‌ان-۷۲) بود.

## مرگ

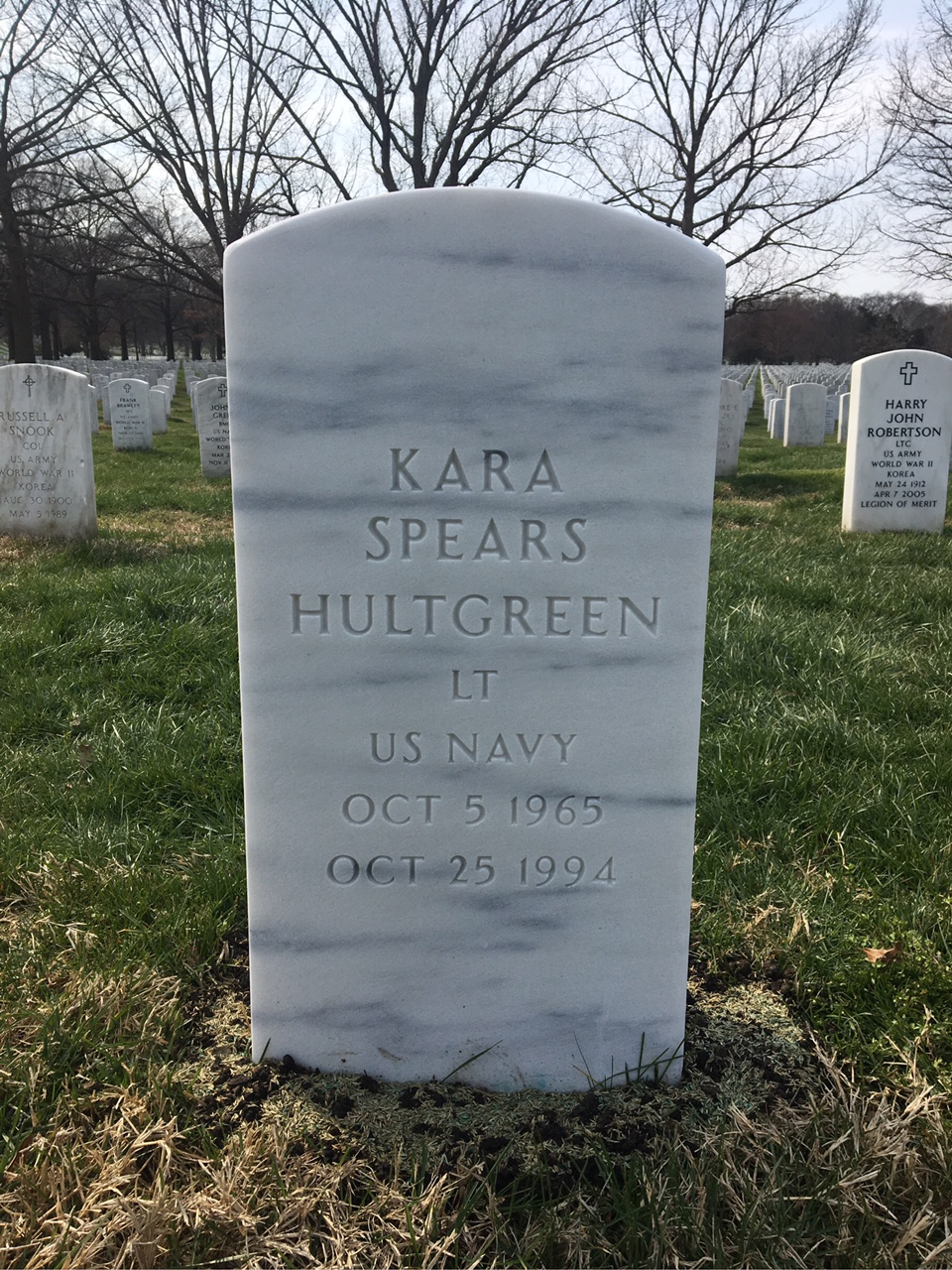
آرامگاه هولتگرین در آرامستان ملی آرلینگتون

هولتگرین پس از ۱۸ سورتی پرواز از عرشه این ناو، سرانجام در بامداد ۲۵ اکتبر ۱۹۹۴ در سن ۲۹ سالگی در هنگام فرود بر باند با نقص فنی روبرو شد و به همراه گرومن اف-۱۴ تام‌کت به قعر اقیانوس فرورفت و درگذشت. پیکر وی و لاشه هواپیما بعدها توسط رنجرهای یگان ویژه نیروی دریایی ایالات متحده آمریکا از آب بیرون کشیده شد. هولتگرین به عنوان یک قهرمان ملی در آرامستان ملی آرلینگتون دفن شد. بیش از ۲۹۰۰۰۰ نفر از مشاهیر و قهرمانان تمامی جنگ‌های آمریکا در این مکان دفن شده‌اند.

## نحوه درگذشت
در هنگام نقص فنی افسر کابین عقب ستوان متیو کلمبیش دکمه اجکت هر دو کابین را زده بود با این حال اگرچه متیو زنده ماند اما در زمان اجکت صندلی هولترگرین ۰٫۴ ثانیه بعد، هواپیما بیش از ۹۰ درجه چرخش داشت و او با سرعتی سرسام آور به سطح آب برخورد کرد و درجا کشته شد.
در ۱۲ نوامبر ۱۹۹۴، ۱۹ روز پس از سقوط، لاشه هواپیما و جسد هولترگرین را که هنوز در صندلی پرتاب شده بود، از عمق ۳۷۰۰ فوت (۱۱۰۰ متر) اقیانوس خارج و در ۲۱ نوامبر، وی با افتخارات کامل نظامی در گورستان ملی آرلینگتون به خاک سپرده شد.

## دوربین‌های مداربسته ناو
به‌طور مرسوم و طبق پروتکل تمامی برخاستن و فرود هواپیماها از یک ناو هواپیمابر حداقل با دو دوربین چه در شب و چه در روز فیلمبرداری می‌شود. حادثه‌ای که برای اف ۱۴ هولتگرین و کلمبیش روی داد توسط دو دوربین فیلمبرداری شد. تصاویر و فیلم ضبط شده به وضوح چرخش بیش از حد به سمت چپ، توقف هواپیما و غلت زدن و سقوط آن به اقیانوس و اجکت دو خلبان را نشان می‌دهد.